# Witkeelfrankolijn
De witkeelfrankolijn (Campocolinus albogularis synoniemen: Peliperdix albogularis en Francolinus albogularis) is een vogel uit de familie fazantachtigen (Phasianidae). De wetenschappelijke naam van de soort is voor het eerst geldig gepubliceerd in 1854 door Gustav Hartlaub.

## Voorkomen
De soort komt voor in het westen en midden-zuiden van Afrika en telt 3 ondersoorten:
- C. a. albogularis: van Senegal en Gambia tot Ivoorkust.
- C. a. buckleyi: van oostelijk Ivoorkust tot noordelijk Kameroen.
- C. a. dewittei: zuidoostelijk Congo-Kinshasa, noordwestelijk Zambia en oostelijk Angola.

## Beschermingsstatus
Op de Rode Lijst van de IUCN heeft de soort de status veilig.